# Maciej Starowicz
Maciej Starowicz – absolwent kierunku trenerskiego Akademii Wychowania Fizycznego w Krakowie, specjalizacja koszykówka. Po rocznej współpracy z Radiem Kraków od 1995 dziennikarz redakcji sportowej TVP Kraków.

## Życiorys
Jest wydawcą, prezenterem i współautorem Kroniki Sportowej TVP Kraków. Od początku swojej pracy w TVP komentuje dla programów ogólnopolskich i TVP Sport mecze koszykówki i piłki ręcznej oraz dyscypliny zimowe. Komentował m.in. wydarzenia z Letnich Igrzysk Olimpijskich Sydney 2000, Ateny 2004 i Pekin 2008, Zimowych Igrzysk Salt Lake City 2002 oraz Turyn 2006.
W swojej pracy komentował także imprezy rangi Mistrzostw Europy oraz wiele spotkań europejskich pucharów w koszykówce i piłce ręcznej. Autor wielu reportaży o tematyce sportowej. Pracę w TVP godzi z obowiązkami wykładowcy w krakowskiej Akademii Wychowania Fizycznego.
Jako trener koszykówki, prowadził drużyny zarówno kobiece (AZS-AWF Kraków, Polonia Warszawa, MOSiR Bochnia), jak i męskie (Wisła Kraków, Hutnik Kraków, Unia Tarnów, AZS-AWF Kraków).